# جان ديغول
جان ديغول (بالفرنسية: Jean de Gaulle) (و. 1953 – م)هو سياسي من فرنسا . ولد في بورغ-أون-بريس، أين .
وهو عضو في الاتحاد من أجل حركة شعبية .